# Korea

Poloha Koreje na mapě

Korea, korejsky na severu Čosŏn (조선), na jihu Hanguk (한국), je historické území, obývané téměř výhradně etnickými Korejci, ve východní Asii na Korejském poloostrově a přilehlé pevnině, na severu ohraničené řekami Amnok (čínsky Ja-lu) a Tuman (Tchu-men). Dříve politicky jednotné území se po osvobození z japonské okupace v roce 1945 rozdělilo na dva státy – komunistický na severu a kapitalistický na jihu – s hranicí na úrovni 38. rovnoběžky. Po korejské válce v letech 1950 až 1953 byla hranice mezi státy poněkud upravena. Příměří, které od 27. července 1953 mezi jednotlivými korejskými státy – Korejskou lidově demokratickou republikou s hlavním městem Pchjongjangem a Korejskou republikou s hlavním městem Soulem – panuje, dodnes nebylo nahrazeno mírovou smlouvou a středem Korejského poloostrova se táhne demilitarizované pásmo s nejpřísněji střeženou hranicí na světě. Jestliže zhruba do 70. let 20. století byla hospodářská vyspělost obou částí Koreje srovnatelná, Jižní Korea v 80. a 90. letech prošla demokratizací a prodělala rozmach, který ji vynesl mezi nejrozvinutější země světa, zatímco centrálně řízené hospodářství Severní Koreje se přes hlásanou politiku soběstačnosti potýká s vážnými problémy a země je závislá na masivních dodávkách potravin ze zahraničí. Navzdory proklamovanému odhodlání obou států ke sjednocení jsou výsledky občasných jednání zatím nevalné. Došlo ke vzájemným návštěvám malého počtu lidí z válkou rozdělených rodin, bylo dohodnuto zprovoznění silnice a železnice přes mezikorejskou hranici a na některých sportovních akcích nastupují výpravy obou zemí od roku 1991 pod společnou celokorejskou vlajkou.

Společná korejská vlajka

## Historie

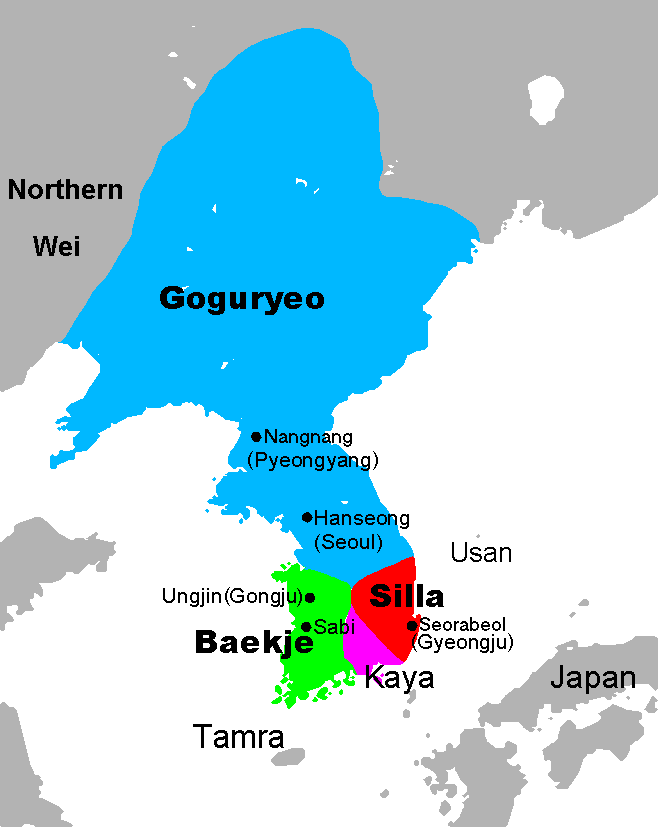
Tři království Koreje: Kogurjo, Pekče a Silla na konci 5. stol. n. l.

### Legendární doba
Podle legendy vznikla Korea tím, že za Hwanungem přišel tygr a medvědice. Chtěli by se stát lidmi. Hwanung jim to dovolil, ale pouze pod podmínkou, že zůstanou 21 dnů o pelyňku a česneku. Tygr to nevydržel, ale medvědice ano, a Hwanung z ní udělal krásnou ženu, která čekala dítě – Tanguna.
Legenda datuje vznik národa na 3. den 10. měsíce roku 2333 př. n. l. Nejvyšším bohem, stvořitelem, byl pro korejský lid Hwanin. Jeho syn Hwanung sestoupil z nebes na horu Pektusan. Vnuk nebeského boha Hwanina Tangun podle pověsti založil novou říši Ko Čoson. Vládl zde údajně od roku 2333 př. n. l. do roku 1222 př. n. l. Tolik mýty.
Korejští králové nikdy neodvozovali svůj původ od Tanguna, jelikož to byla bytost jim nadřazená. (Na rozdíl od Japonců, kteří věří, že jejich císař je potomkem bohů.)  Přestože KLDR Tangunův kult oficiálně neuznává, tvrdí se, že se Kim Čong-il (syn Kim Ir-sena) narodil v roce 1942 pod Pektusanem. Mimořádné schopnosti (v několika týdnech prý uměl chodit) a skutečnosti (v den jeho 60. narozenin napadlo na Pektusanu 60 cm sněhu) se jej však přesto snaží připodobňovat k Tangunovi.

### Tři království Koreje

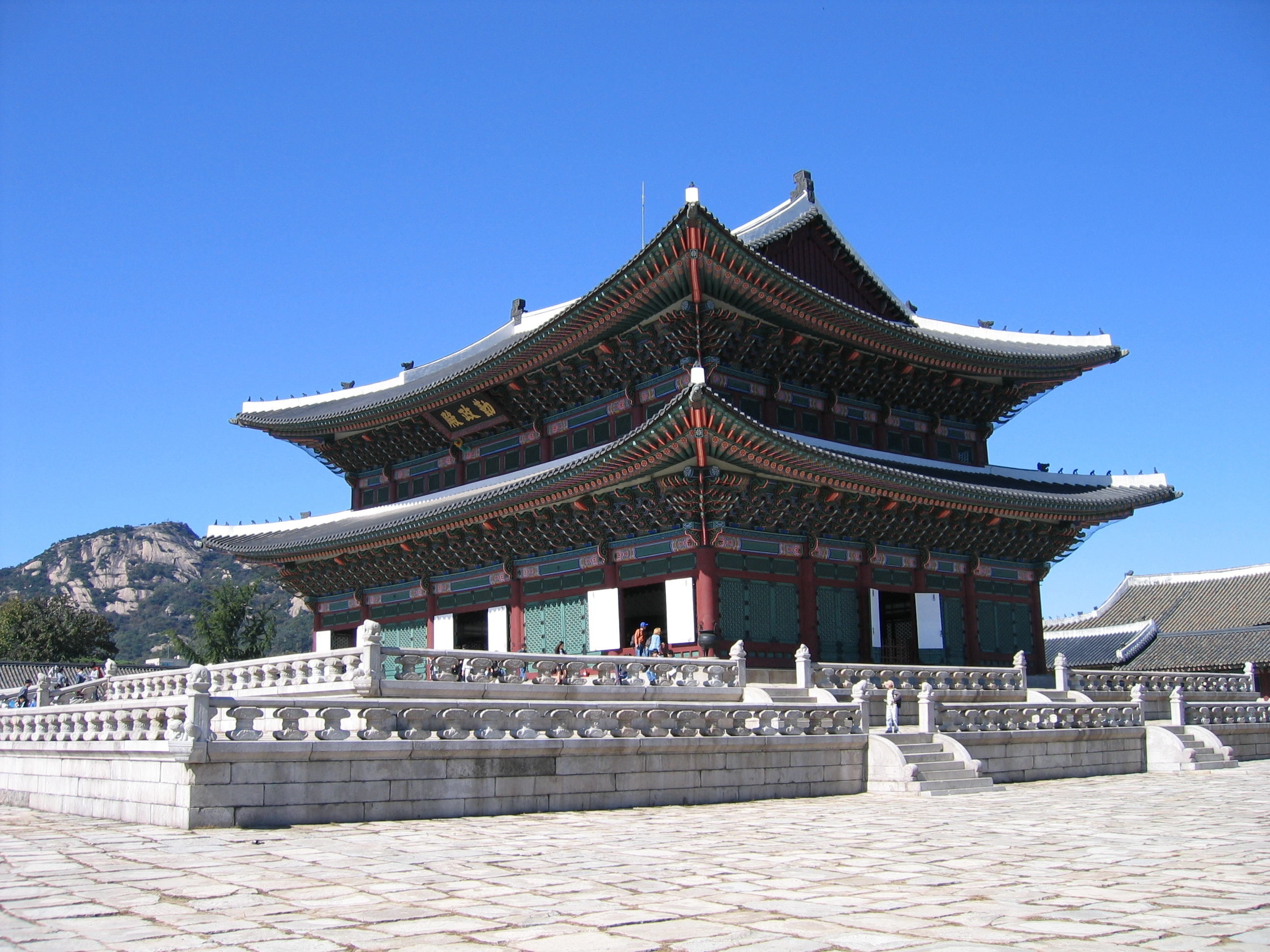
Palác Gyeongbok

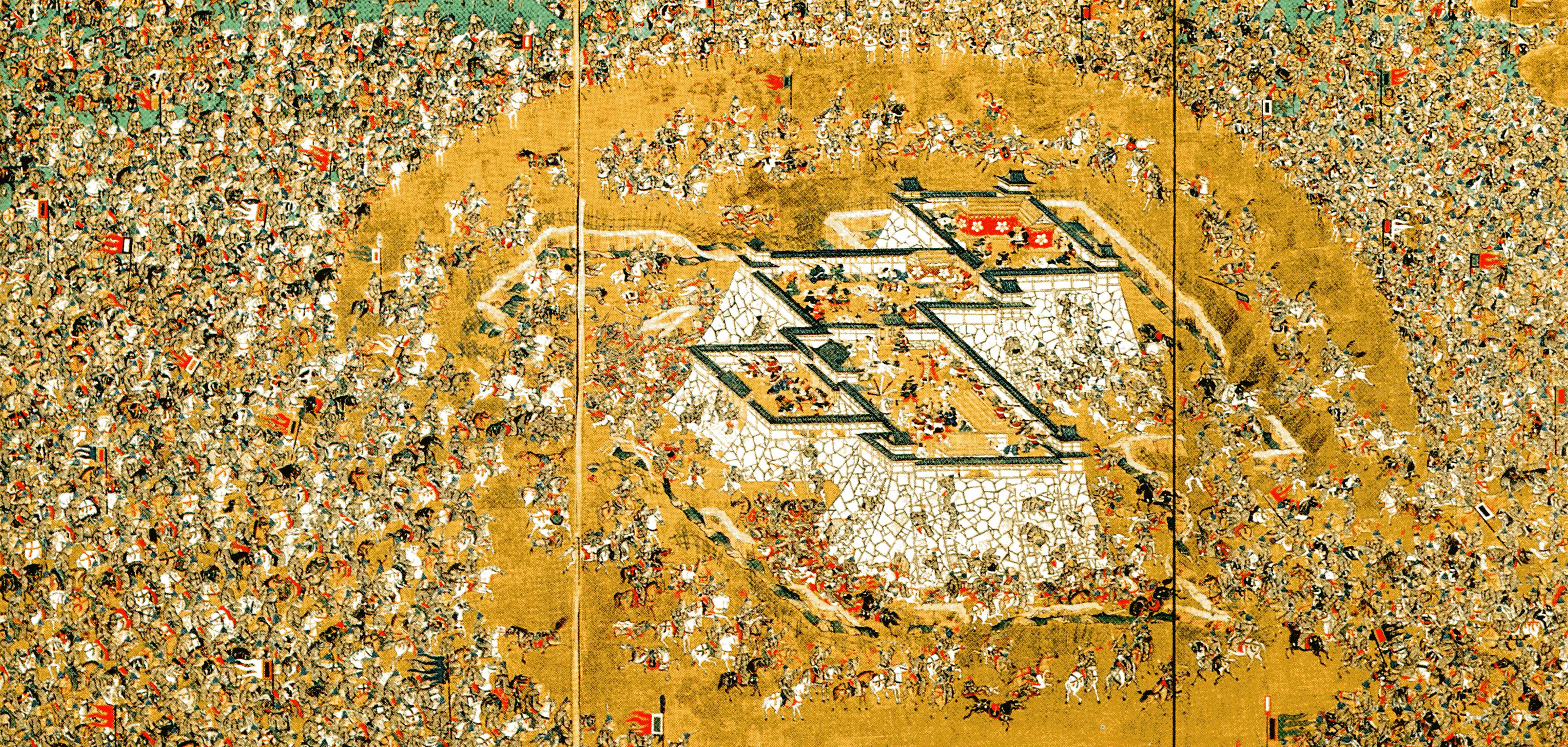
Čínští a korejští vojáci útočí na japonskou pevnost při neúspěšné japonské invazi do Koreje v letech 1592–1598

Jih a střed Korejského poloostrova původně obývali lidé kultury Jajoi, kteří od 7. století př. n. l. masově migrovali na japonské ostrovy. Lidé kultury Jajoi, mluvící jazyky japonické jazykové skupiny, byli postupně vytlačováni z Koreje nebo asimilováni předky Korejců, kteří migrovali ze severu z oblasti Mandžuska a Sibiře.
Historicky doložený je Čoson až přibližně ve 4. století př. n. l. Toto slovo v překladu znamená „Země jitřní svěžesti“. Slovo Čoson je dodnes jedním z těch, kterým sami Korejci označují svou zemi a můžeme ho najít i v oficiálním názvu KLDR – Čoson mindžudžui inmin konghwagug.
Ve středověku vznikla tzv. Tři království – Samguk (Kogurjŏ, Päkče, Silla). Kogurjo, založené roku 37 př. n. l., rozprostírající se v severní části poloostrova, z nich bylo nejsilnější. V Kogurju vládla vojenská aristokracie, která se podílela na sepsání jednoduchých, ale přesných zákonů. Roku 427 n. l. bylo přemístěno hlavní město do nížiny kolem dnešního Pchjongjangu. Po anexi říší Silla v jižní části poloostrova bylo vytvořeno na severu království Parhe, pokračovatel Kogurja. V období úpadku Silly se vzbouřili rolníci a založili státy Pozdní Päkče a Kogurjo, které společně vytvořily jeden silný celek Korjo. Od slova Korjo je odvozeno dnešní označení země ve většině jazyků (včetně angličtiny a češtiny), Korea. V Korju byl dán systém rodově dědičných postavení, který v podstatě přetrvává, jen přizpůsobený dnešní společnosti. Musela být vybudována silná armáda, která odrážela útoky ze severu (zvláště Kitany a Mongoly). Roku 1392 založil I Song-gje (posmrtně nazývaný Tchädžo) novou dynastii I, která vládla v podstatě až do roku 1910. V letech 1627 a 1636 byla Korea napadena Mandžuy, což ji donutilo uznat svrchovanost čchingské Číny. 19. století se v Koreji odehrávalo ve znamení snahy okolních států zmocnit se do té doby značně izolovaného Korejského poloostrova.
Za vlády dynastie Čoson existoval dědičný kastovní systém, který tvořila šlechtická třída yangban, střední třída jungin, třída prostých obyvatel yangin a nejnižší třída cheonin, která zahrnovala „nečistá“ povolání jako jsou řezníci, koželuhové, šamani, prostitutky, baviči, nebo nobi, ekvivalent otroků a nevolníků. V 15. až 17. století tvořila otrocká třída nobi nejméně 30 % obyvatel Koreje.

### Novověk
Poté, co se v roce 1884 rolnická armáda tonghak vzbouřila proti feudální vládě, korejská vláda požádala o pomoc čínskou dynastii Čching. Když se Japonci dozvěděli o přítomnosti čínských vojsk v Koreji, rozhodli se tam vyslat osm tisíc vojáků pod záminkou ochrany japonských občanů žijících v Koreji. Když bylo povstání potlačeno, Čína Japonsku navrhla, aby obě vojska Koreu opustila. Japonsko to odmítlo a navrhlo Číně, že by mohli společně reformovat korejskou vnitřní správu a tak dosáhnout míru ve východní Asii. Čína to však považovala za zasahování do vnitřních záležitostí jiného státu.

### Japonská nadvláda

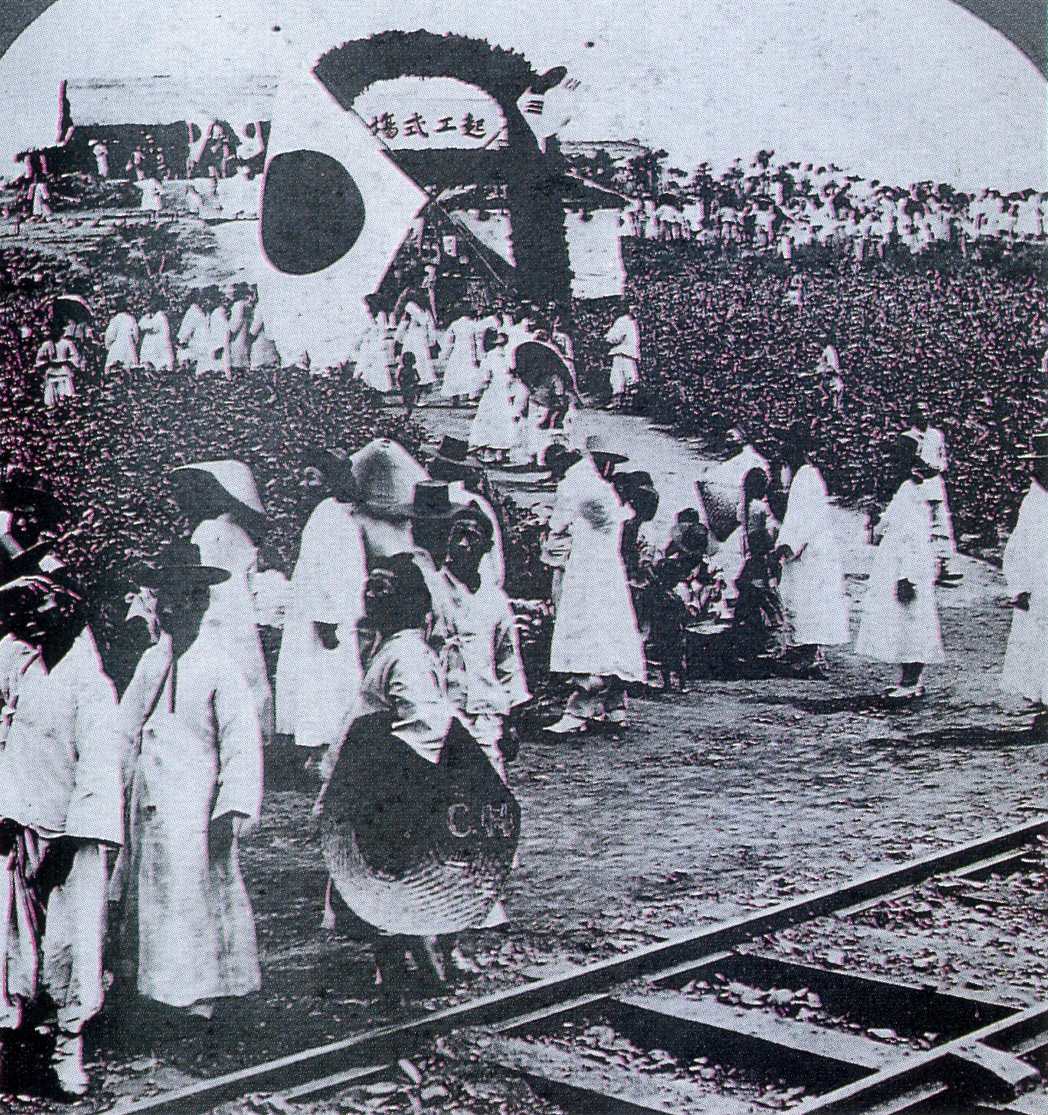
Otevření železnice ze Soulu do Pusanu

V červenci 1894 napadla japonská armáda čínské loďstvo a tak vypukla První čínsko-japonská válka (23. 7. 1894 – 17. 4. 1895). Japonci měli po celou dobu převahu díky modernějšímu vybavení a lepší disciplíně. Nedalo se očekávat nic jiného než porážka Číny.
V říjnu roku 1897 vyhlásil král Kodžong založení nezávislého korejského císařství (Tähan čeguk) a sám se tak povýšil na císaře.
V roce 1902 uzavřelo Japonsko alianci s Velkou Británií, podle které Japonsko uznalo anglické zájmy v Číně a na oplátku Velká Británie uznala zájmy Japonska v Koreji. Byla to první ze tří smluv, které postupně Japonsko uzavíralo se světovými mocnostmi a připravovalo si tak půdu pro případné ovládnutí Korejského poloostrova.
Japonsko pozorně sledovalo také vzestup vlivu Ruska ve východní Asii a nemohlo mu uniknout pozvolné rozšiřování ruského carství. Japonští vůdci, zatím nepřipraveni čelit Rusům vojensky, se soustředili na své ekonomické zájmy v Koreji a přitom hledali příležitost pro budoucí útok. Vztah mezi Ruskem a Japonskem se postupně vyhrocoval, jelikož Rusko porušilo dohodu o neútočení a spolupráci. Před vypuknutím rusko-japonské války Korea vyhlásila neutralitu. Po tomto prohlášení byla do Koreje vyslána delegace, která měla za úkol přimět Koreu k podepsání významného dokumentu. V tomto dokumentu sice bylo obsaženo, že Japonsko respektuje nezávislost Koreje, ale zároveň požadoval stálý japonský dohled nad správou v Koreji. Rusko-japonská válka (1904–1905) proběhla opět ve znamení japonského vítězství. Zprostředkovatelem při podpisu mírové smlouvy (tzv. Portsmouthská smlouva) byl prezident USA Theodore Roosevelt. Smlouva podepsaná roku 1905 mimo jiné obsahovala článek o tom, že vláda ruského carství bere na vědomí japonské politické, vojenské a ekonomické zájmy v Koreji. Souhlas s neomezeným ovládnutím Koreje zajistilo Japonsku v tomtéž roce i USA (Taftovo-Kacurovo memorandum) výměnou za uznání amerických zájmů na Filipínských ostrovech.

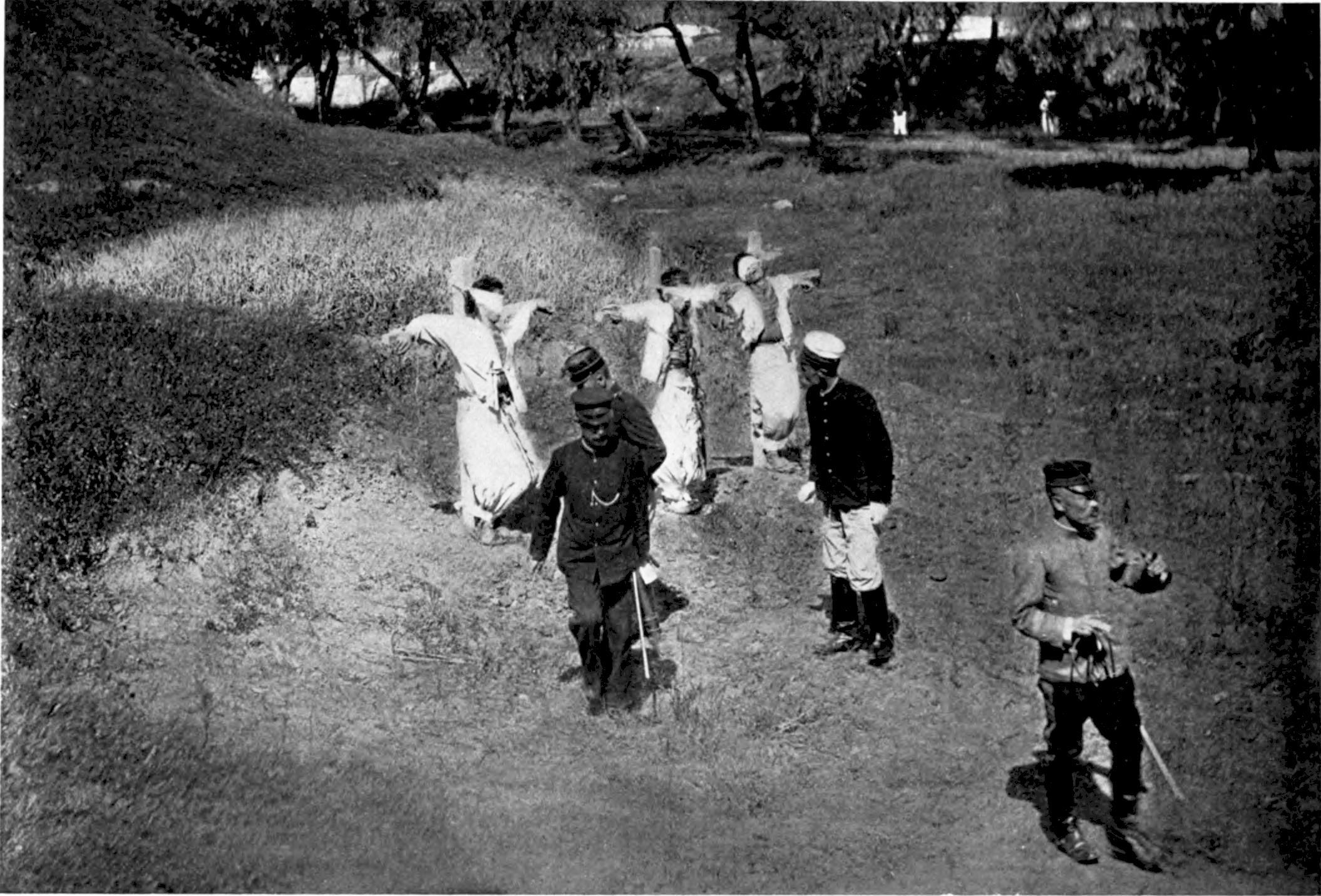
Poprava tří Korejců za odpor proti vyvlastňování korejské půdy bez náhrady

Poté byla podepsána Japonsko-korejská protektorátní smlouva, se kterou korejský lid samozřejmě nesouhlasil. Japonské říši již nic nebránilo v okupaci Koreje. Během několika následujících let japonský vliv v Koreji dále sílil. Další významná místa ve správě Koreje byla obsazena Japonci. Poté, co korejský premiér podepsal 22. srpna 1910 anekční smlouvu, byl císař Sundžong donucen vzdát se svého trůnu a postoupit tak zem Japonské říši.

Korea jako součást japonského císařství v roce 1939

V celém státě byla zavedena moderní síť komunikací a dopravy v evropském stylu. Ta usnadnila japonské obchodní styky, sloužila japonskému obchodu a byla jedním z nástrojů pevné kontroly kolonie.
Japonci odstranili starou hierarchii z doby Čoson a „vylepšili“ korejský daňový systém, aby vyhnali farmáře z najaté půdy a mohli vyvážet rýžové produkty do Japonska (což způsobilo hlad a přineslo sérii kárných opatření včetně zabíjení těch, kteří odmítali platit daně, nucené otroctví při stavbě silnic, v dolech a továrnách, a to nejdříve v Koreji a později i v dalších japonských okupovaných územích).
Poté, co zemřel bývalý korejský císař Kodžong (s podezřením, že ho někdo otrávil), uskutečnila se celostátní protijaponská manifestace. Stalo se tak 1. března 1919. Byla inspirována projevem amerického prezidenta Woodrowa Wilsona, který v něm hlásal podporu práva na sebeurčení národů a vyzýval k ukončení evropské koloniální nadvlády. O korejské nezávislosti se však nezmínil, protože se projaponská frakce v USA snažila o obchodní vpád do Číny přes Korejský poloostrov. Deklarace nezávislosti byla přečtena v Soulu a odhadem dva miliony lidí (japonské záznamy však uvádějí méně než půl milionu) se zúčastnily pokojné demonstrace za získání samostatnosti. Protesty byly však japonskou vládou tvrdě potlačeny. Asi 7000 lidí bylo zatčeno, 550 zabito a 1400 zraněno. Mnoho korejských křesťanů bylo ukřižováno nebo zaživa upáleno v kostelích.
Pokračující protijaponské protesty, jako celostátní povstání studentů v listopadu 1929, vedly k zesílení vojenské vlády v roce 1931. Po propuknutí druhé čínsko-japonské války v roce 1937 a 2. světové války se Japonci pokusili zničit korejský národ. Povinným se stalo uctívání šintoistických svatyň. Školní osnovy se radikálně změnily a zrušilo se vyučování v korejštině. Samotná korejská kultura se stala ilegální. V novinách bylo zakázáno publikovat v korejštině, bylo zakázáno studovat korejskou historii na univerzitě, korejské texty byly ničeny, páleny nebo postaveny mimo zákon.
Někteří Korejci utekli do Mandžuska nebo východního Ruska. Korejci v Mandžusku vytvořili skupiny hnutí odporu známé jako Armády nezávislosti, které cestovaly přes korejsko-čínskou hranici a vedly partyzánskou válku proti japonským silám. Několik set tisíc Korejců bylo posláno na nucené práce do Japonska a do japonských kolonií a množství korejských žen bylo donuceno k sexuálnímu otroctví pro japonské vojáky.
Po svržení bomb na Hirošimu a Nagasaki bylo jasné, že válka v Tichomoří je u konce. Japonsko se vzdalo spojeneckým vojskům 15. srpna 1945 po 35 letech nadvlády nad Koreou. Rudá armáda obsadila Mandžusko a blížila se ke Koreji. Nic by nezabránilo sovětské okupaci celého poloostrova, protože americké jednotky se nedokázaly přesunout dostatečně rychle. Plukovník Dean Rusk proto navrhl rozdělení Koreje podél 38. rovnoběžky, aby určil sféry vlivu, a zbývalo jim jen doufat, že SSSR na návrh přistoupí. Tak se také stalo a Američané vstoupili do Koreje teprve 8. září 1945.

### Druhá polovina 20. století

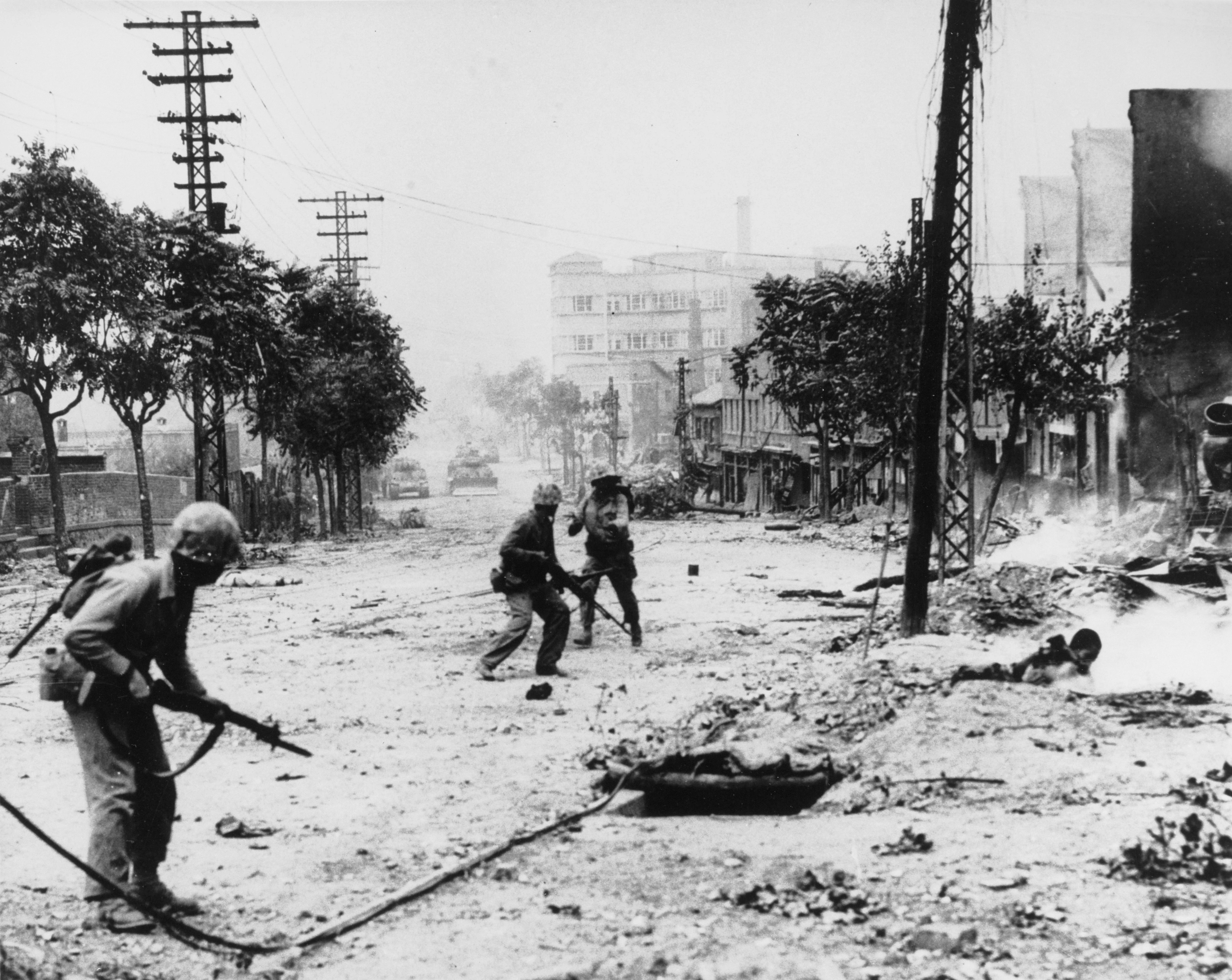
Pouliční boje v Soulu roku 1950

Ani v té době SSSR ani USA ještě nepředpokládaly vznik dvou oddělených států; shodly se jen na tom, že by se Korea měla „v patřičnou dobu“ stát svobodnou.
Na jihu se k moci dostal I Sung-man. V únoru 1946 se Kim Ir-sen stal předsedou Prozatímního lidového výboru Severní Koreje. V září následujícího roku USA předaly korejskou otázku na půdu OSN a byla vytvořena Prozatímní Komise OSN pro Koreu, která měla dohlížet na průběh nezávislých a svobodných voleb. Pchjongjang však zpochybnil důvěryhodnost takovéto organizace pro zajištění voleb a proto odmítl jejich konání na severu. Na jihu volby proběhly v květnu 1948 a 15. srpna bylo vyhlášena Korejská republika (KR) v čele s prezidentem Li Syn-manem. Jeho vláda úspěšně potlačila prokomunistické povstání na Čedžu a povstání v Sunčchonu a Josu. V reakci na dění na jihu země se 25. srpna konaly volby na severu a 9. září byla vyhlášena Korejská lidově demokratická republika (KLDR) v čele s premiérem Kim Ir-senem.
V červnu 1950 překročila severokorejská armáda 38. rovnoběžku s cílem sjednotit zemi. Tento akt agrese byl odsouzen OSN, která vyslala mezinárodní misi na pomoc Jižní Koreji. Po třech letech války se frontová linie vrátila téměř přesně tam, kde začala, na 38. rovnoběžku. Válku nepřežilo 2,5 milionů Korejců, 900 000 čínských „dobrovolníků“ a 33 000 Američanů. V roce 1953 bylo podepsáno příměří, nikoliv mír. Dodnes KLDR neuznává existenci jižního souseda a považuje se za jediný legitimní stát rozprostírající se na celém Korejském poloostrově. V Korejské republice je situace obdobná.

## Náboženství
Náboženství v Koreji zahrnuje více rozdílných tradic. Korejská náboženská tradice je ovlivněna tradičním buddhismem, korejským šamanismem (anglicky Muism) s původem v korejském konfucianismu a rychle rostoucím křesťanstvím.
| Náboženství v Koreji (2005) | Náboženství v Koreji (2005) | Náboženství v Koreji (2005) | Náboženství v Koreji (2005) | Náboženství v Koreji (2005) |
| --------------------------- | --------------------------- | --------------------------- | --------------------------- | --------------------------- |
| vyznání                     |                             |                             | zastoupení                  |                             |
| bez vyznání                 | bez vyznání                 |                             | 52,4 %                      | 52,4 %                      |
| buddhismus                  | buddhismus                  |                             | 16,7 %                      | 16,7 %                      |
| protestantismus             | protestantismus             |                             | 12,3 %                      | 12,3 %                      |
| katolictví                  | katolictví                  |                             | 7,3 %                       | 7,3 %                       |
| korejský šamanismus         | korejský šamanismus         |                             | 5,3 %                       | 5,3 %                       |
| čeondoismus                 | čeondoismus                 |                             | 4,4 %                       | 4,4 %                       |
| ostatní                     | ostatní                     |                             | 1 %                         | 1 %                         |
| křesťanství v KLDR          | křesťanství v KLDR          |                             | 0,6 %                       | 0,6 %                       |

| Náboženství v Jižní Koreji | Náboženství v Jižní Koreji | Náboženství v Jižní Koreji | Náboženství v Jižní Koreji | Náboženství v Jižní Koreji |
| -------------------------- | -------------------------- | -------------------------- | -------------------------- | -------------------------- |
| vyznání                    |                            |                            | zastoupení                 |                            |
| bez vyznání                | bez vyznání                |                            | 46,5 %                     | 46,5 %                     |
| buddhismus                 | buddhismus                 |                            | 22,8 %                     | 22,8 %                     |
| protestantismus            | protestantismus            |                            | 18,3 %                     | 18,3 %                     |
| katolictví                 | katolictví                 |                            | 10,9 %                     | 10,9 %                     |
| ostatní                    | ostatní                    |                            | 1,7 %                      | 1,7 %                      |

| Náboženství v Severní Koreji | Náboženství v Severní Koreji | Náboženství v Severní Koreji | Náboženství v Severní Koreji | Náboženství v Severní Koreji |
| ---------------------------- | ---------------------------- | ---------------------------- | ---------------------------- | ---------------------------- |
| vyznání                      |                              |                              | zastoupení                   |                              |
| bez vyznání                  | bez vyznání                  |                              | 64,3 %                       | 64,3 %                       |
| korejský šamanismus          | korejský šamanismus          |                              | 16 %                         | 16 %                         |
| čeondoismus                  | čeondoismus                  |                              | 13,5 %                       | 13,5 %                       |
| buddhismus                   | buddhismus                   |                              | 4,5 %                        | 4,5 %                        |
| křesťanství                  | křesťanství                  |                              | 1,69 %                       | 1,69 %                       |